# Oswaldo Robles
Oswaldo Robles (Monterrey 1904 - Ciudad de México 1969) es un filósofo mexicano. Entre los temas y problemáticas sobre los que trabajó se cuentan: axiología, antropología, teoría del conocimiento y psicología.
Estudió filosofía en la Universidad Nacional Autónoma de México, graduándose en 1935. 
A partir de sintetizar ideas de Santo Tomás y de San Agustín, desarrolla un pensamiento existencialista.

## Obras
- El alma y el cuerpo. Tesis de maestría, 1935.
- Esquema de antropología filosófica. Editorial Pax, México, 1942.
- La teoría de la idea en Malebranche y en la tradición filosófica. Editorial Jus, México, 1937.
- Propedéutica filosófica, Editorial Porrúa, 1943.
- Fray Alonso de la Vera Cruz. Los libros del alma, Libs. I y II. Imprenta Universitaria, México, 1942.
- Estudios escogidos de J. Díez de Sollano y Dávalos. Biblioteca del Estudiante Universitario, México, 1944.
- Introducción a la psicología científica. Editorial Porrúa, México, 1948.
- Filósofos mexicanos del siglo XVI. Librería Manuel Porrúa, México, 1950.
- Freud a distancia, Editorial Jus, México, 1955.
- La doctrina jasperiana de la angustia. México, 1958.
- Símbolo y deseo, Editorial Jus, México, 1960.